# 壮龙属
壮龙（学名：Sthenarosaurus，意为“强壮的蜥蜴”）是上龙亚目彪龙科已灭绝的一个属，化石发现于英国惠特比托阿尔阶的“主明巩页岩”（双形马蹄菊石亚带）。模式种道氏壮龙（Sthenarosaurus dawkinsi）由D·M·S·沃森于1909年命名并描述。正模标本MMUM LL 8023是惠特比发现的一批颅后骨骼。还发现过其它分类不明的标本，包括1911年描述的肩带。种名致敬为曼彻斯特博物馆收购蛇颈龙类化石的威廉·博伊德·道金斯。

## 描述
正模标本是一具缺少颅骨的不完整骨骼。虽无法作出精确重建，但估计壮龙是种小型蛇颈龙，完全发育后可长到3（9.8英尺）长。缘骨又短又厚，骨盆又宽又粗壮。背椎具有短但又高又宽的椎体及较厚的神经棘。保存了十八节颈椎，颈椎尺寸各不相同，最大者将近是最小者的二倍，表明若颈椎总数大于保存下来的数量，则动物外观可能因颈部明显变细而变得奇怪。

## 分类
1909年描述壮龙时，便将其归入蛇颈龙目中的上龙亚目。根据肩胛骨、喙骨及颈椎形状相似，将壮龙分类为始祖泳龙（当时称作长吻蛇颈龙）的姐妹群。但与始祖泳龙相比，壮龙颈椎更长。壮龙可能代表一个目前未知的蛇颈龙演化支。